# 大荒沢信号場
大荒沢信号場（おおあらさわしんごうじょう）は、かつて岩手県和賀郡西和賀町にあった日本国有鉄道（国鉄）北上線の信号場である。信号場となる前は駅であった。
和賀仙人駅と陸中大石駅（現在のゆだ錦秋湖駅）の中間点近くに位置した。

## 概要
大荒沢信号場は、1924年（大正13年）10月に東横黒線（現北上線の東側）が西横黒線（同じく西側）との連結を目指して西進するなかで、難所であった仙人隧道の貫通にともなって隧道西側まで延伸した際に、暫定的な終着駅、大荒沢駅として開業した。すぐ後の同年11月には大荒沢から陸中川尻駅までの最後の区間が開通し、横黒線は東西が連結して全通、大荒沢駅は中間駅となった。作家の内田百閒が、『阿房列車』の取材のために2度、この駅を訪れている。2度目の時は大雪のため、この駅で列車が動けなくなり、駅長室に宿泊している。
その後、湯田ダム（錦秋湖）建設のために大荒沢駅を含む約15 kmの区間がダム湖に沈むこととなり、1962年（昭和37年）に現在線である新線へと付け替えが行われた。その際、大荒沢駅は駅としては廃止され、信号場へと格下げとなった。その後、1970年（昭和45年）には、信号場としても廃止され、現在に至る。
ルート変更前、つまりダム湖に沈む前には駅周辺に大荒沢の集落や大荒沢ダムがあったが、現在は周辺には秋田自動車道錦秋湖SAを除くと大荒沢・小荒沢という沢があるくらいである。

## 歴史
- 1924年（大正13年）10月25日：鉄道省（国鉄）の大荒沢駅として、東横黒線 和賀仙人 - 大荒沢間開通時に開業。一般駅であった[1]。
- 1924年（大正13年）11月15日：路線が陸中川尻駅までが延伸開業し、横黒線が全通[1]。
- 1962年（昭和37年）12月1日：横黒線ルート変更（新線付替え）に伴い廃止[1]。大荒沢信号場として格下げされ新線上へ移転[1]。
- 1966年（昭和41年）10月20日：横黒線が北上線に改称[1]。
- 1970年（昭和45年）：大荒沢信号場廃止[1]。

## 現状
線上の信号場跡地には、ホームなどの遺構がわずかに現存している。
旧線上の駅跡地は、基本的にはダム湖の渇水期にも姿を現すことなく湖底に沈んだままであるが、現在もホームおよび軌道敷の跡が残存していることが確認されている（外部リンク参照）。

## 隣の駅
日本国有鉄道
北上線
和賀仙人駅 - 大荒沢信号場 - 陸中大石駅（現：ゆだ錦秋湖駅）